# Hexerakt

Hexerakt

V geometrii je hexerakt šestirozměrnou analogií krychle, jde tedy o speciální variantu nadkrychle pro d=6. Odborněji by mohl být hexerakt definován jako pravidelný konvexní čtyřúhelník s dvanácti penteraktovýmy 5-stěnami, šedesáti teseraktovými hypernadstěnami a čtyřiceti krychlovými nadstěnami.

## Objem a obsah hexeraktu
Tyto vzorce uvádějí obsah hexeraktu (o hraně délky a) a jeho k-rozměrné povrchy:
V=a6
S5D=12 a5
S4D=60 a4
S3D=160 a3
S2D=240 a2
S1D=192 a
| d=2  | trojúhelník | čtverec         | pětiúhelník | šestiúhelník             |
| d=3  | jehlan      | krychle         |             | dvanáctistěn,dvacetistěn |
| d=4  | 5nadstěn    | teserakt        | 24nadstěn   | 120nadstěn,600nadstěn    |
| d=5  | 5simplex    | penterakt       |             |                          |
| d=6  | 6simplex    | hexerakt        |             |                          |
| d=7  | 7simplex    | hepterakt       |             |                          |
| d=8  | 8simplex    | okterakt        |             |                          |
| d=9  | 9simplex    | ennerakt        |             |                          |
| d=10 | 10simplex   | dekerakt        |             |                          |
| d=11 | 11simplex   | hendekerakt     |             |                          |
| d=12 | 12simplex   | dodekerakt      |             |                          |
| d=13 | 13simplex   | triskaidekerakt |             |                          |
| d=14 | 14simplex   | tetradekerakt   |             |                          |
| d=15 | 15simplex   | pentadekerakt   |             |                          |
| d=16 | 16simplex   | hexadekerakt    |             |                          |
| d=17 | 17simplex   | heptadekerakt   |             |                          |
| d=18 | 18simplex   | oktadekerakt    |             |                          |
| d=19 | 19simplex   | ennedekerakt    |             |                          |
| d=20 | 20simplex   | ikosarakt       |             |                          |